# Theodorus van Kooten
Theodorus van Kooten (Leeuwarden, 22 oktober 1749 – Bennebroek, 1 februari 1813) was een Nederlands dichter, hoogleraar en politicus.

## Biografie
Theodoor van Kooten was de zoon van een koster uit Leeuwarden, die alle bezoekers aan zijn vader verbaasde door elke willekeurig opgeslagen plaats uit de Bijbel in het Oudgrieks, de Septuagint, vlot in het Nederlands wist te vertalen. 
Van Kooten werd in 1772 rector te Kampen en in 1779 rector in Middelburg. Vanaf 1782 of 1784 was hij hoogleraar Latijnse taal en geschiedenis aan de Hogeschool van Franeker. Hij moest daar in 1787 gedwongen ontslag nemen vanwege patriottistische sympathieën. Hierna verbleef hij tot 1795 in ballingschap in Sint-Omaars, waar hij gedichten schreef in het Latijn.
In de Bataafse Republiek was Van Kooten samen met Wybo Fijnje en Samuel Iperusz Wiselius lid van het comité ter ontmanteling van de VOC. In 1798 werd Van Kooten op voordracht van Johannes Henricus Nieuwold agent voor Nationale Opvoeding, te beschouwen als de eerste minister van onderwijs. Zijn herhaalde verzoeken om een staf en een budget werden door de directeuren genegeerd. Een jaar later nam hij teleurgesteld ontslag. Hij werd vervangen door Johannes van der Palm. Van Kooten reisde naar Madrid als secretaris van Johan Valckenaer, die daar buitengewoon ambassadeur was geworden. In 1801 keerden ze terug. Van Kooten bleef als huisgenoot bij Valckenaer in Bennebroek wonen, terwijl zijn vrouw en kinderen in Kampen woonden. Dorus Droefheid, zoals zijn bijnaam luidde, overleed op 63-jarige leeftijd.
- Biografisch Portaal: 23124040
- Digitale Bibliotheek voor de Nederlandse Letteren: koot005
- Gemeinsame Normdatei: 1055327541
- International Standard Name Identifier: 0000 0003 7693 1672
- Nederlandse Thesaurus van Auteursnamen: 070031991
- Parlement.com: vg09llzmufwg
- Système universitaire de documentation: 233297057
- Virtual International Authority File: 253800081
- WorldCat: E39PBJx4qMjtV794R74Tt3RxjC